# Estadio El Helmántico
Het Estadio El Helmántico is een voetbalstadion in de Spaanse stad Salamanca. De voetbalclub CF Salmantino maakt gebruik van dit stadion en UD Salamanca maakte er in het verleden ook gebruik van. In het stadion is plaats voor 17.341 toeschouwers. Het stadion werd geopend in 1970.
Het nationale elftal speelde vijf keer in dit stadion. Voor de eerste keer was dit in op 5 mei 1971. Toen won het land van Turkije met 5–0. Tegen Cyprus speelde Spanje een Kwalificatiewedstrijd voor het Europees kampioenschap voetbal 1980 (2–0). Op 8 oktober 2010 speelde het Spaanse elftal een Kwalificatiewedstrijd voor het Europees kampioenschap voetbal 2012 (3–1).

## Afbeeldingen

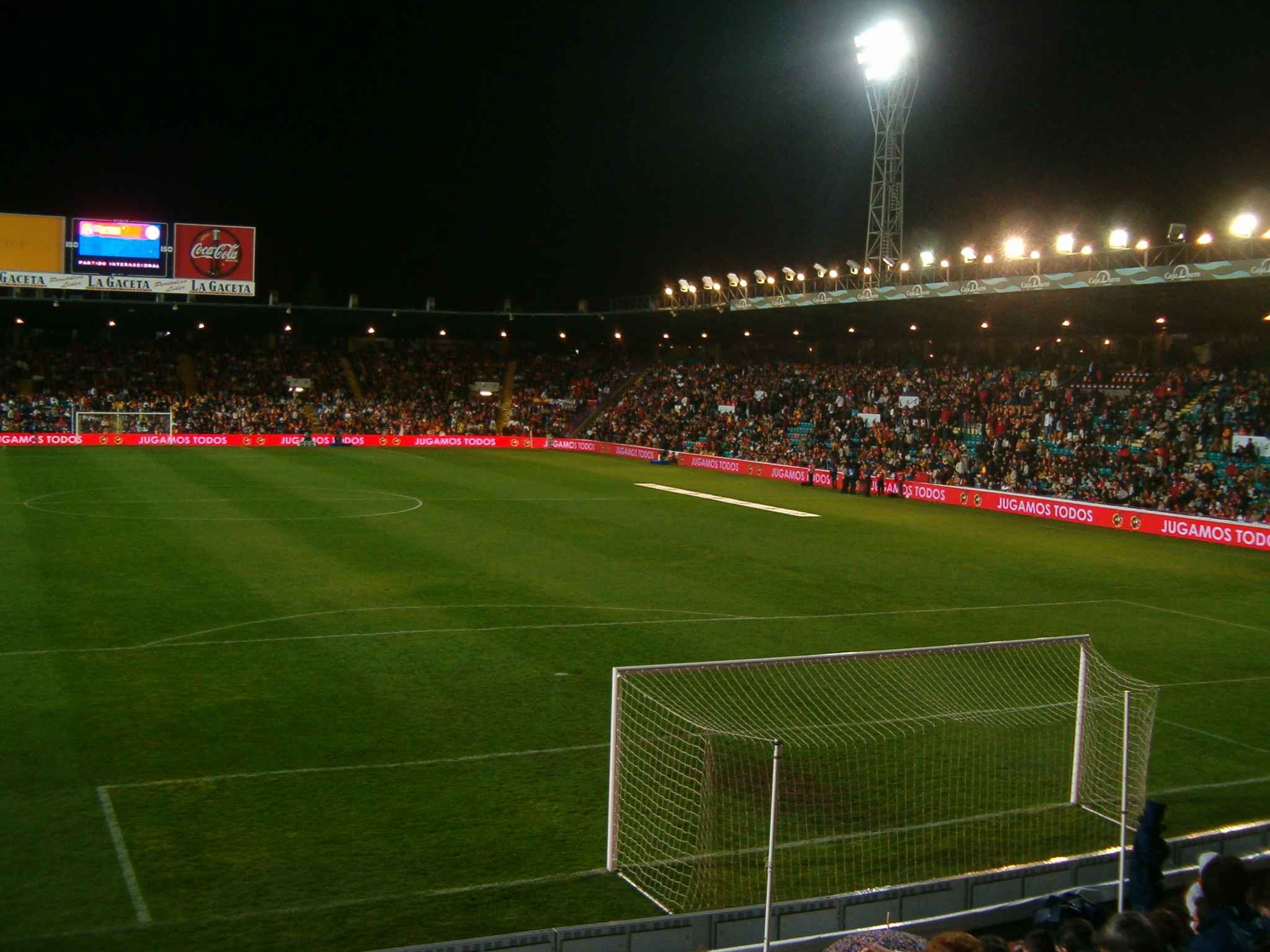
Spanje–China in 2005.
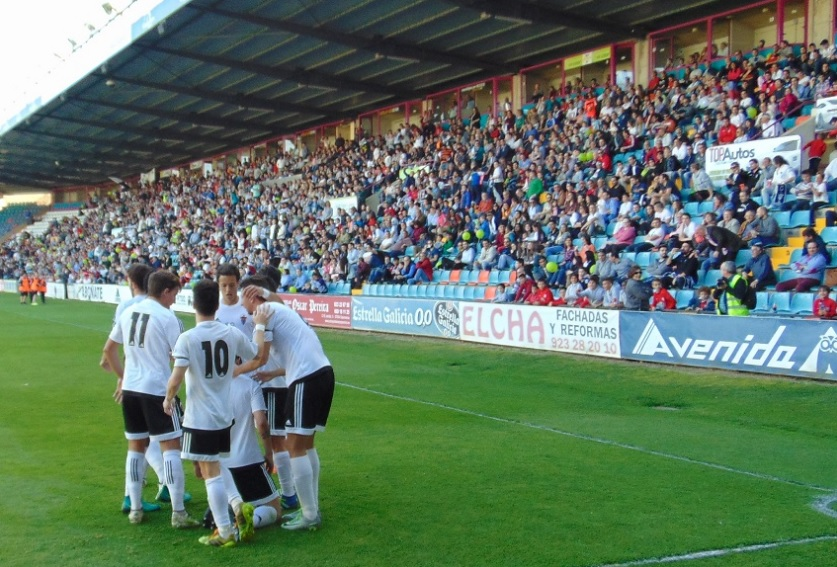
Spelers van CF Salmantino na het maken van een goal in 2017.
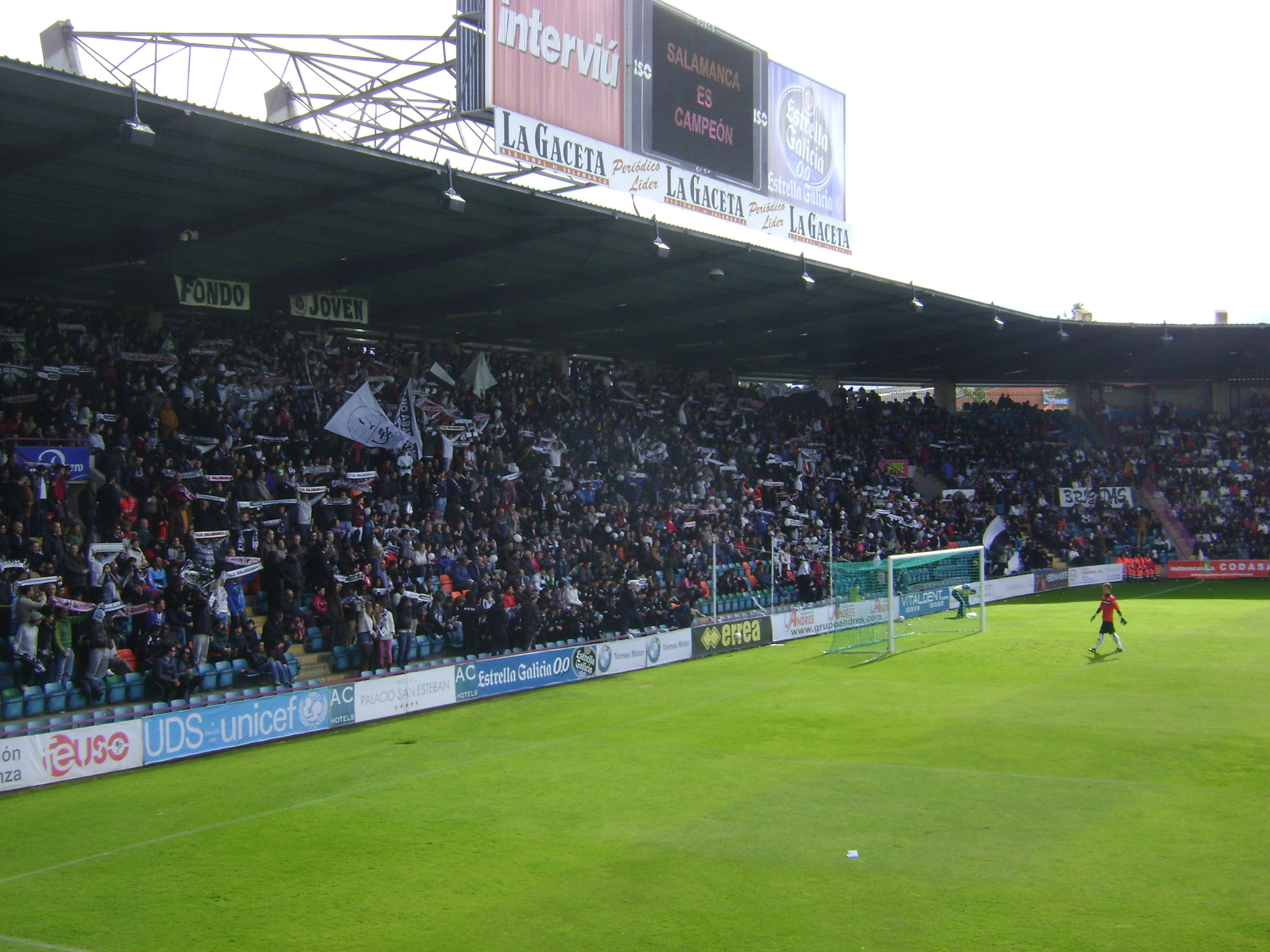
Supporters van UD Salamanca.
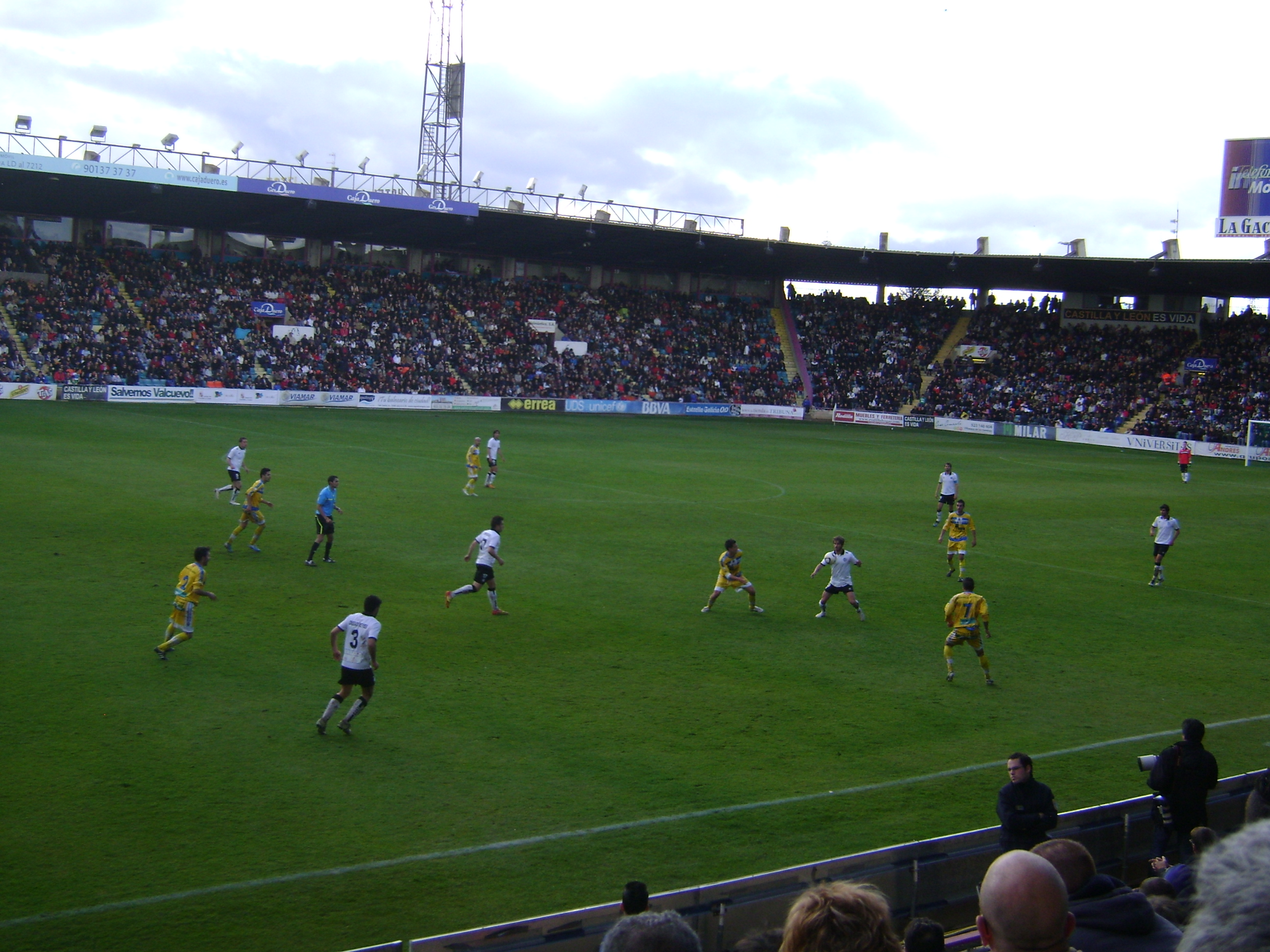
Tijdens een wedstrijd van UD Salamanca.
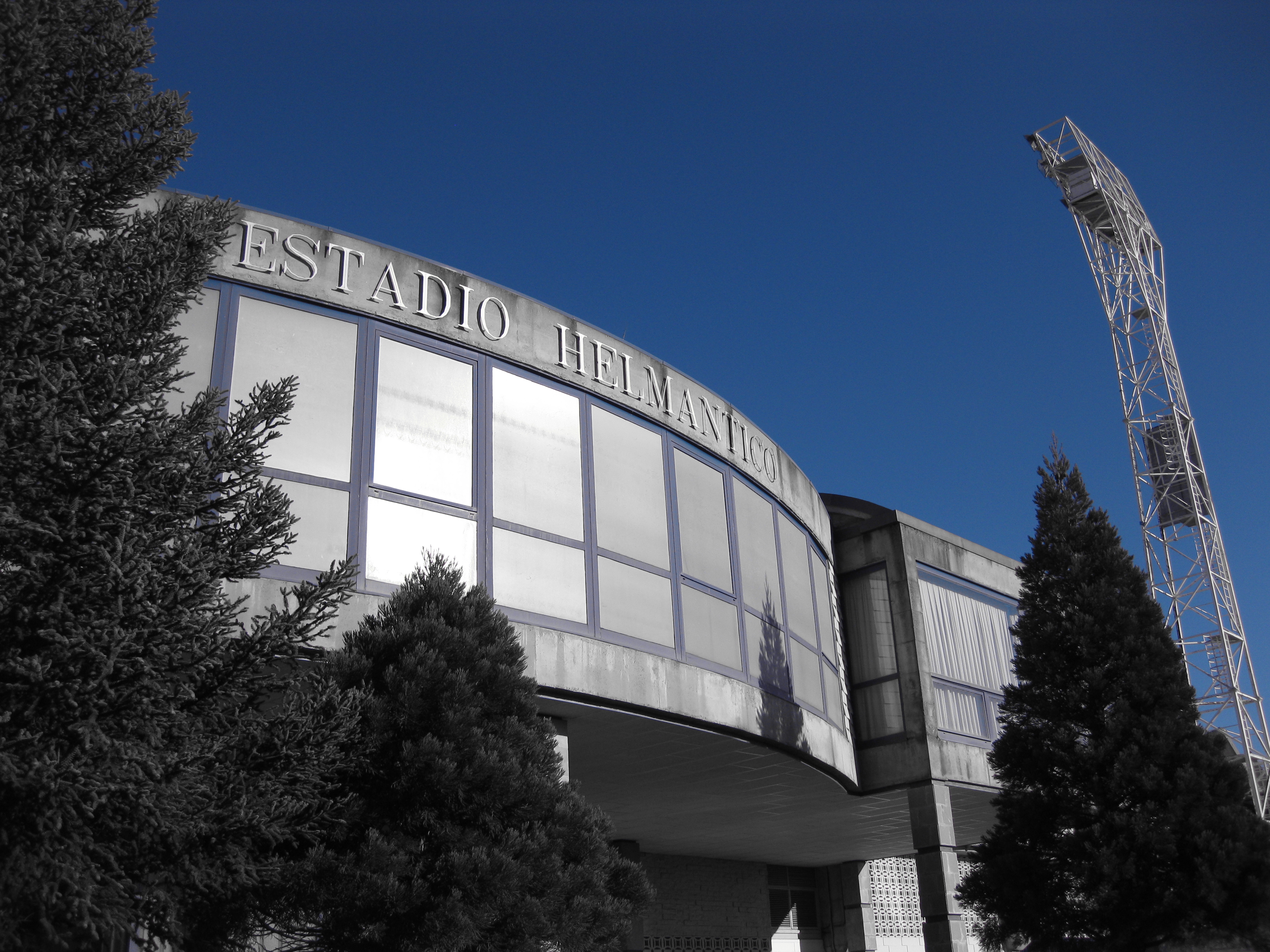
Het stadion van de buitenkant gezien.